# Saint-Saturnin-lès-Apt
Saint-Saturnin-lès-Apt là một xã trong tỉnh Vaucluse thuộc vùng Provence-Alpes-Côte d’Azur ở đông nam nước Pháp. Xã này nằm ở khu vực có độ cao trung bình 411 mét trên mực nước biển.
- Luberon